# 什未林城堡
53°37′27″N 11°25′8″E / 53.62417°N 11.41889°E

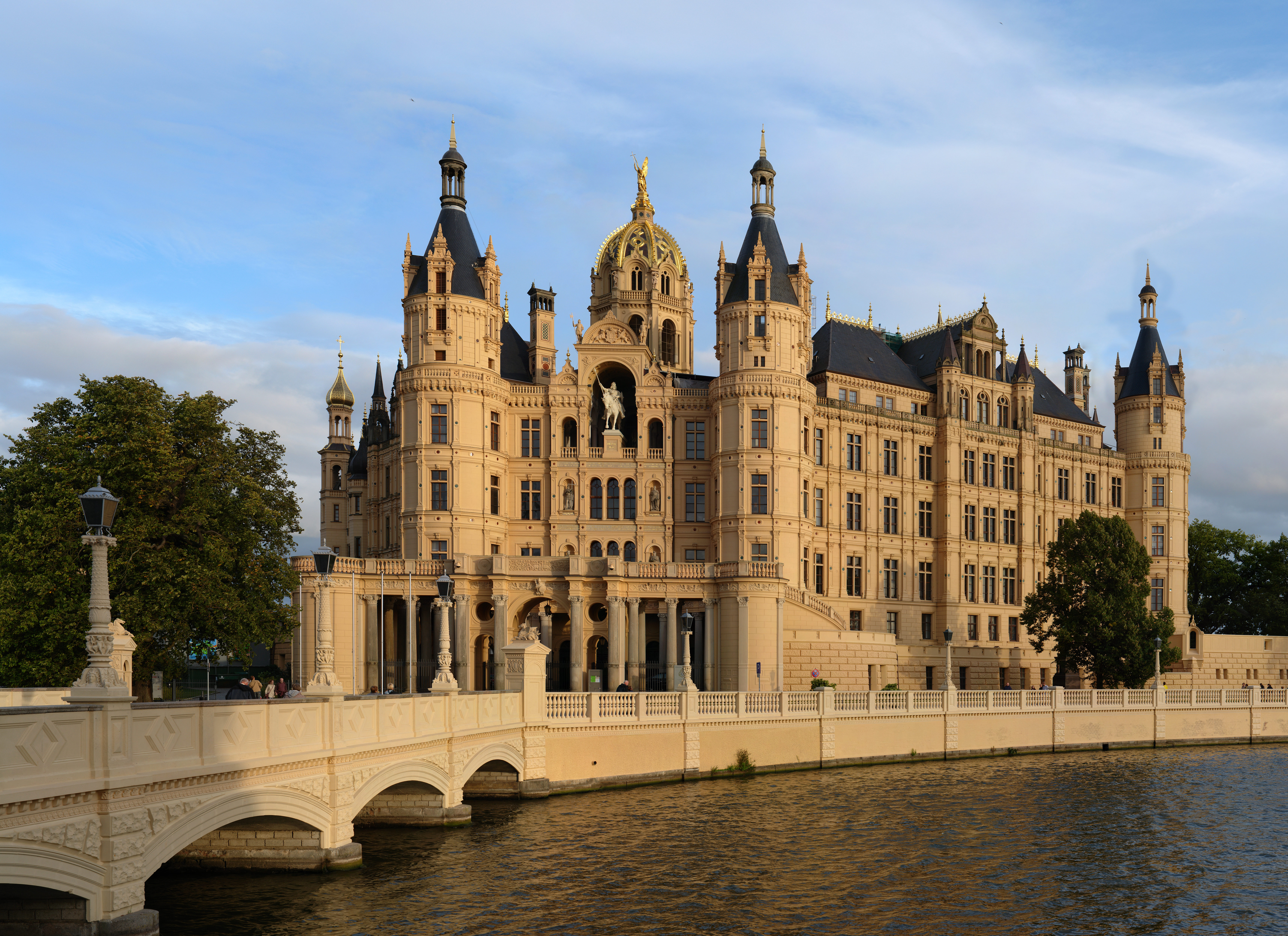
什未林城堡正面

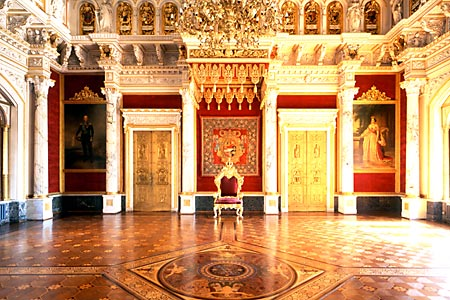
城堡内宝座厅

什未林城堡（德語：Schweriner Schloss）是一個位在德國什未林的城堡建築群。該建築群大部分建於19世紀之梅克倫堡-什未林大公國首都時期。該建築包含大公的官邸和莊園、文化和信仰建築以及普法芬泰赫（德語：Pfaffenteich）觀賞湖。它滿足公國首都在行政、國防、服務基礎設施、交通、聲望和文化活動所需的所有功能，擁有公園、運河、池塘和湖泊以及公共空間。這些建築形成了一個獨特的建築群，反映出當時的歷史主義精神，自新文藝復興至巴洛克復興和新古典主義，並受義大利文藝復興之影響。
其中之住宅區，位於城市中部大湖的一個島嶼上。它一直是奧博特人及梅克倫堡公爵的政治中心。它的環形形狀可追溯至965年左右一個斯拉夫城堡的城牆。 幾個世紀以來，其建設過程的轉型階段，被以大量文字和圖片記錄呈現。
該城堡被認為是歐洲最重要的浪漫歷史主義建築之一。根據五位建築師的計劃，自1845年至1857年，它透過重建和新造的建築而形成今日樣貌。其目前新文藝復興建築部分的模仿對象，是文藝復興時期的法國城堡建築（如香波爾城堡）；同時，城堡所在地區建築的風格也有重要影響。

## 历史

### 10世纪
965年一名从阿拉伯占领的安达路西亚来的犹太商人亚布拉罕·本·雅各布从马格德堡去往梅克伦城堡的路上经过一个正在建造的城堡。973年他把他去易北河以东斯拉夫人地区的旅行写成书，在这本书里他提到了一座位于一座淡水湖湖岸附近的城堡，并说该城堡正在建造中。他所描写的这座城堡很可能就是今天什未林城堡的前身。1987年通过考古发掘发现的斯拉夫城堡城墙支持这个假设。

### 12世纪
1160年狮子亨利带领德意志贵族向东扩张时什未林城堡是他们的目标之一。由于敌人力量太强大尼克洛特自毁城堡撤退。但是德意志占领者也认识到这个地方绝佳的战略地位，在同地又建造了一座城堡。同年什未林建城。由于在什未林设立了一个主教教堂因此它很快获得了特殊的地位。1169年狮子亨利把本来属于尼克洛特的儿子普日比斯拉夫的领地封给了自己的附庸。

### 14世纪
1348年尼克洛斯的后代被提升为梅克伦堡公爵，1358年他们把什未林伯爵领地买下来。他们把他们的宫廷从维斯马迁移到比较靠领地中心的什未林城堡。由于生活条件的提高以及代表性意义的提高在哥特式晚期从欧洲城堡中逐渐发展出宫殿这个建筑，什未林城堡也体现出了这个发展。今天面朝湖泊一边被称为“主教楼”的那幢建筑就是这个时期建造的。

### 16世纪

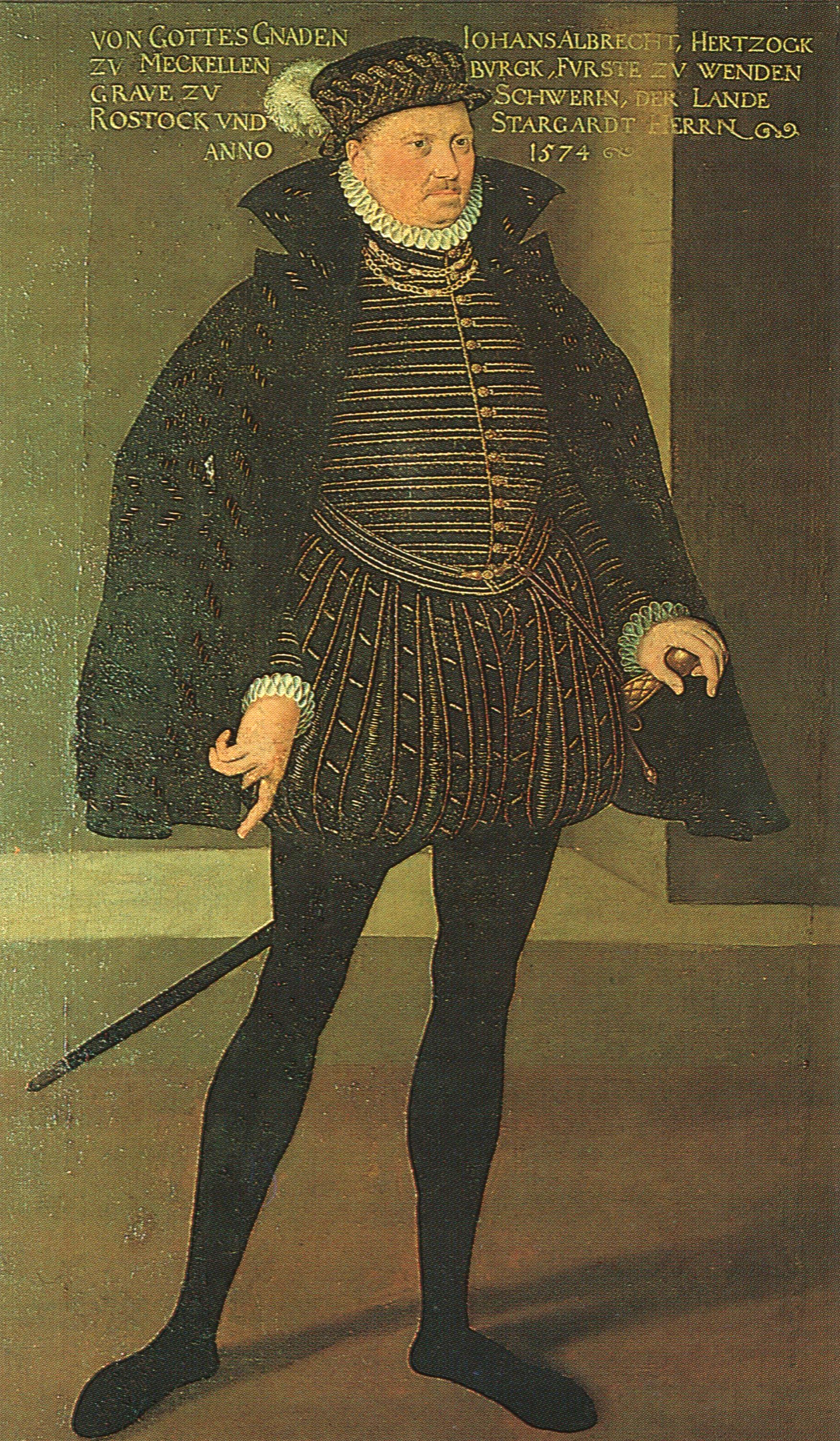
約翰·阿爾布雷希特一世

从1553年至1555年約翰·阿爾布雷希特一世下令改建北边的新长屋，与此同时宫殿的正面被铺上了红色的陶瓦。正面建筑和新长屋全部是真正的宫殿建筑，它们强调居住的舒适，丝毫没有顾及防御性能。在德国文艺复兴时期在北德的砖文艺复兴式建筑中使用陶瓦作为建筑物的装饰是非常普及的，其它类似的建筑有维斯马的王宫等。这些陶瓦是吕贝克的一个工场制造的。数年后约翰·阿尔布雷希特又下令新建宫廷教堂。这是梅克伦堡首座新教教堂，它与新长房呈直角。这座教堂是1560年至1563年建成的，它的地基是长方形的，在长边和短边各有一高台，这个布局是按照托尔高和德累斯顿的宫廷教堂建造的。主门的门框是砂岩制的，其风格是威尼斯文艺复兴早期风格，它正对内院，门上的雕塑是耶稣扛十字架，这个雕塑是德累斯顿的一名石匠制作的。在北部高台的窗匣里有圣经内容的石膏雕塑。虽然这座宫殿位于一座岛上，它依然需要防御设施。因此在16世纪中在宫殿的西北、东南和西边设置了碉堡，这些碉堡后来被改建过，但是至今依然保存下来了。

### 17世纪
三十年战争爆发前有人设计把什未林城堡改建成荷兰文艺复兴式宫殿。1617年开始这个改建开工，但是由于战事被迫停止。从1635年至1643年按照老计划宫殿厨房和教堂上面的两幢楼增加层楼数，表面改建为荷兰文艺复兴式。

### 18世纪
18世纪里在教堂丘的西侧建造了一座桁架式建筑，公爵的绘画收藏被放在这座建筑里。在东北角的碉堡上建造了一座亭子。1764年弗里德里希二世把公爵宫廷迁移到路德维希卢斯特宫。

### 19世纪上半叶

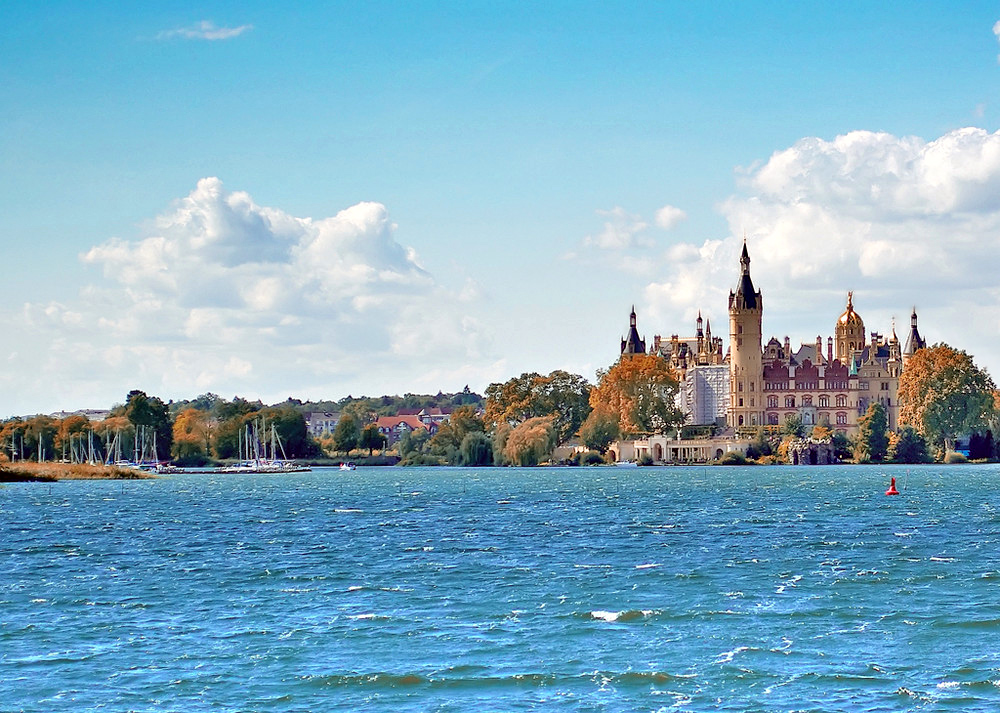
从什未林湖看什未林城堡

1837年梅克伦堡把首都移会什未林时宫殿的建筑年旧失修。此外公爵觉得那些从不同时期按照不同风格建造的建筑和附属建筑不适宜他的宫廷的需要。因此大公保罗·弗里德里希决定在今天的博物馆，当时的老花园，建造一座新宫殿。但是开工刚几个月大公就死了，他19岁的儿子和继承人弗里德里希·弗朗茨二世决定不继续建造这座新宫殿，因此这座宫殿停工。新大公决定改造岛上的历史建筑物。

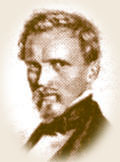
乔治·阿道夫·丹姆勒，建筑设计师

一开始大公想把所有的建筑都改建。但是在建筑师乔治·阿道夫·丹姆勒的劝说下他决定把朝湖的四座16和17世纪留下来的宫殿留下来。公爵的另一个要求是把从城市通往宫殿的道路上进入宫殿的地方建造得更加雄伟，来显示他的势力。这个入口和中轴在过去已经通过建造一系列新建筑大大地改善过了。丹姆勒觉得这部分不应该沿用老建筑格式。他设计的溫莎城堡式的改造计划被否决。因此另一名建筑师受邀做另一个设计，他的设计虽然获得了许多好评，但是也没有被采纳。同时丹姆勒也缔交了一份新设计。他经过长期考察后，尤其是去法国，提交了最后一份设计，这个设计结合了第二位建筑师的设计，但也同时是一份全新的设计。这个设计的基础榜样是法国文艺复兴宫殿，尤其是香波尔城堡。
什未林城堡的改建是丹姆勒最重要的作品。丹姆勒1804年出生于柏林，在居斯特罗長大，后在柏林建筑学院读书，1823年他在什未林获得了第一份工作。在他的老师卡爾·弗里德里希·申克爾的提拔下1825年他被授予负责建造通往什未林城堡大街上政府建筑的工作，这些建筑主要是他设计的。此后他又获得许多其它工作，其中包括改建市政府、兵工厂和其它城市建筑。在这段时间里什未林正好发展迅速。
从1843年老桥被拆到1851年丹姆勒也负责重建宫殿桥的工作。他试图通过创办一个事故和医疗保险来改善参加建筑工程的工人的社会保障，他也多次要求给工人提高工资。他参加1848年的市民民主运动，要求保存宪法。宫廷的保守派利用这个机会于1851年辞去他的职务。此后丹姆勒没有再获得官方的项目，他的工作主要是研究城市建设和设计，但是这些设计到他逝世为止均没有实现。1877年和1878年他作为亲社会民主党的无党派议员进入帝国议会。1886年他在什未林逝世。他给自己设计的纪念堂上布满了共济会标志，在全世界独一无二。

### 19世纪后半页

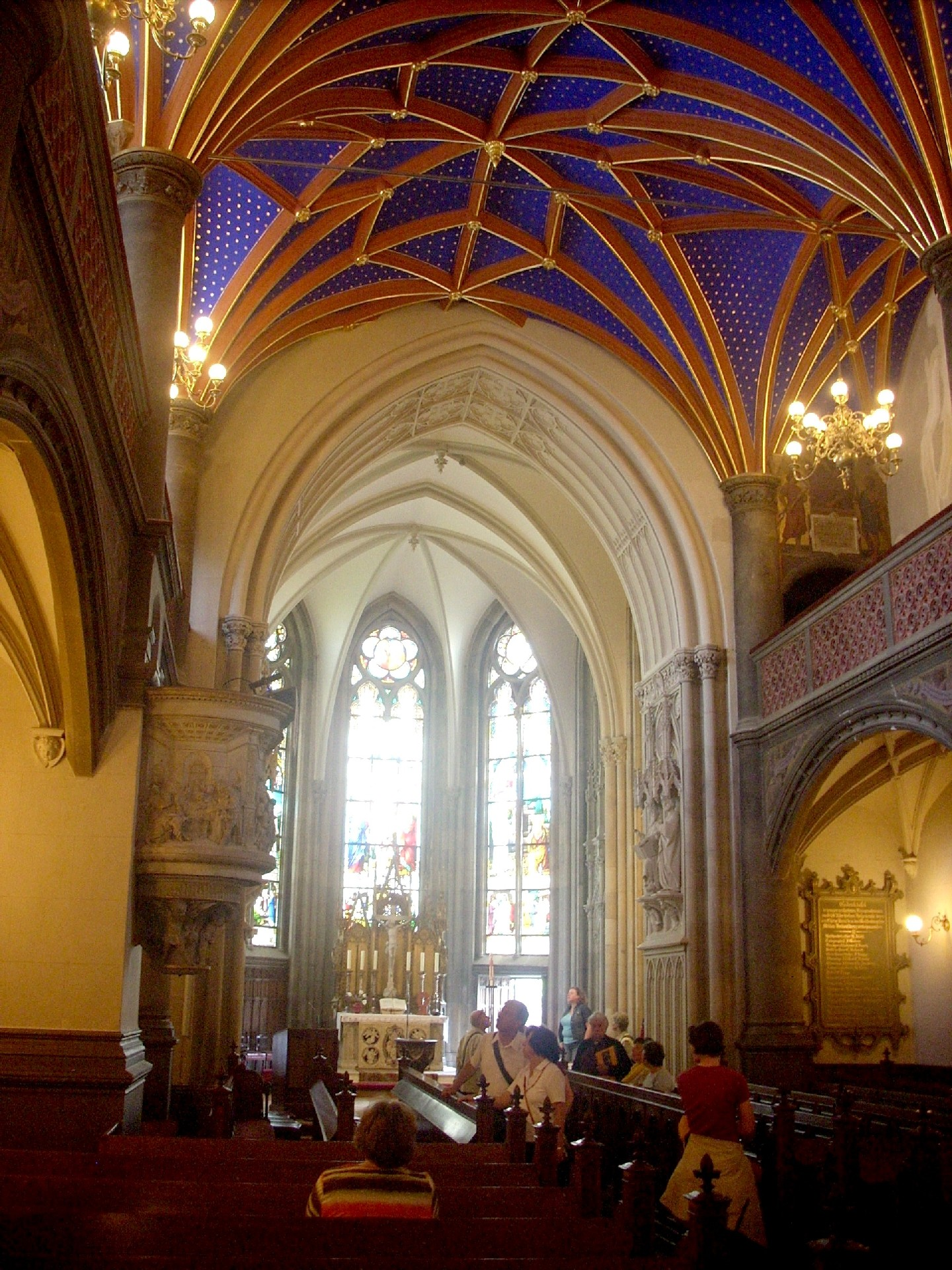
宫廷教堂

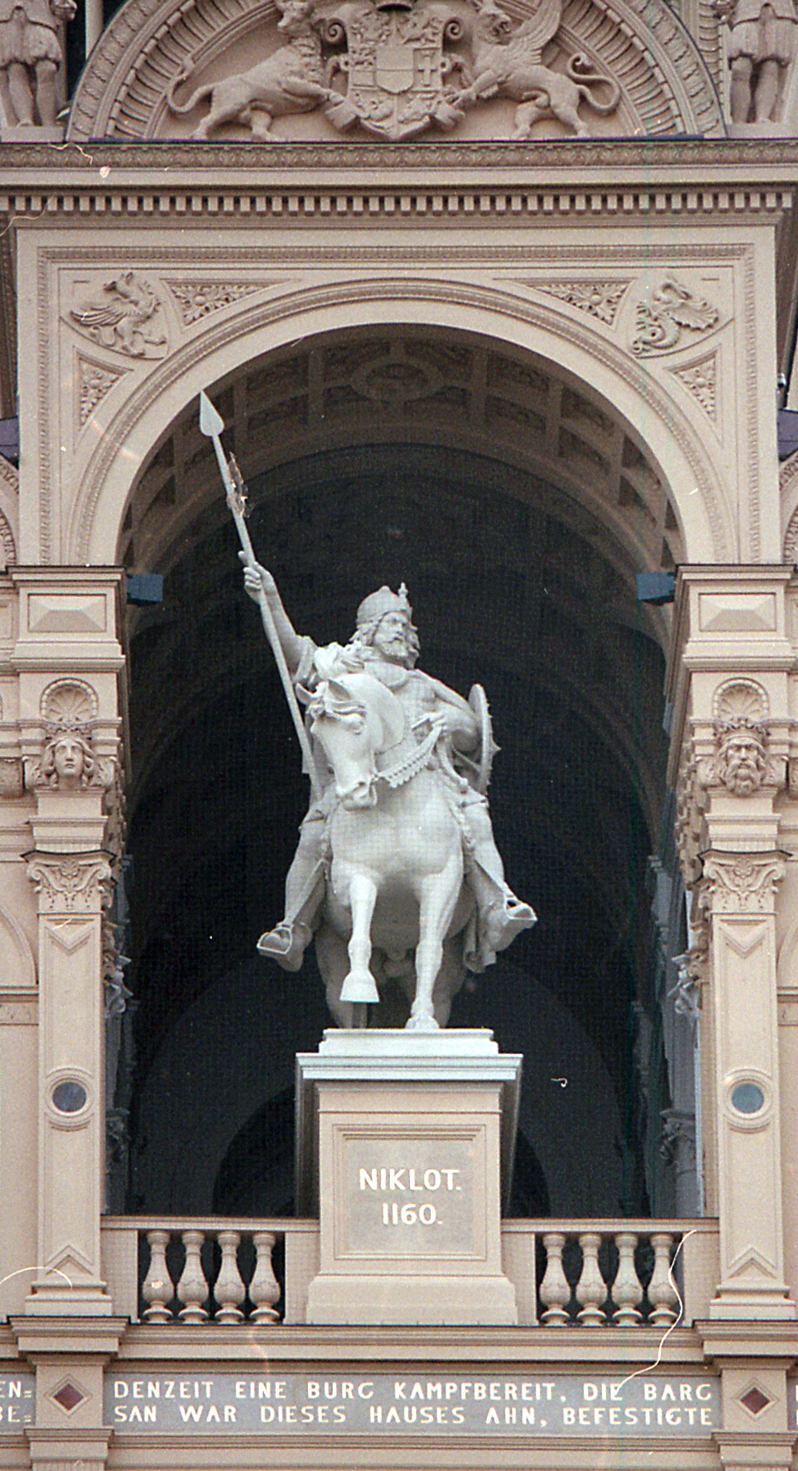
正门上的尼克洛特像

丹姆勒的后任大大地改变了丹姆勒对宫殿正面的设计，他添加了雕塑和尼克洛特。他在建筑的顶端还加上了一个华丽的拱顶，丹姆勒本来打算在屋顶挂灯。大多数雕塑和内部装潢是什未林或者柏林的工场制作的。1857年5月改建后的宫殿正式启用。弗里德里希·冯·弗洛托特地为此写了一部关于约翰·阿尔布雷希特一世的歌剧。

### 20世纪
1913年12月的一场大火摧毁了三分之一的建筑。城堡湖翼完全被毁，朝南的宫殿花园翼上层被毁。华丽的金厅和主台阶完全被毁。后者在1926年至1931年间被一座红大理石台阶取代。
1918年德國革命中梅克伦堡-什未林大公退位后重建宫殿的工作暂时中断。1919年什未林城堡转为国有,从1921年开始其历史房屋被开放为城堡博物馆。1948年城堡湖翼内建造了梅克伦堡-前波莫瑞州州议会的会议大厅和附属房间。从1952年至1981年一座培育幼儿园阿姨的教育学校使用宫殿的大部分房屋。至1993年为止城堡湖翼里有一座原始和早期历史博物馆。从1961年至1994年在温室建筑里有一综合技术博物馆。1974年什未林城堡被用作艺术博物馆，并开始内部重新修复。
从1990年秋起梅克伦堡-前波莫瑞州州议会重新搬到什未林城堡。它是什未林州立博物馆的一部分。

### 21世纪
2007年开始德国发行的一种2歐元紀念幣上有什未林城堡的图像，这枚纪念币是为了庆祝梅克伦堡-前波莫瑞在2006年和2007年出任德国联邦参议院院长职。

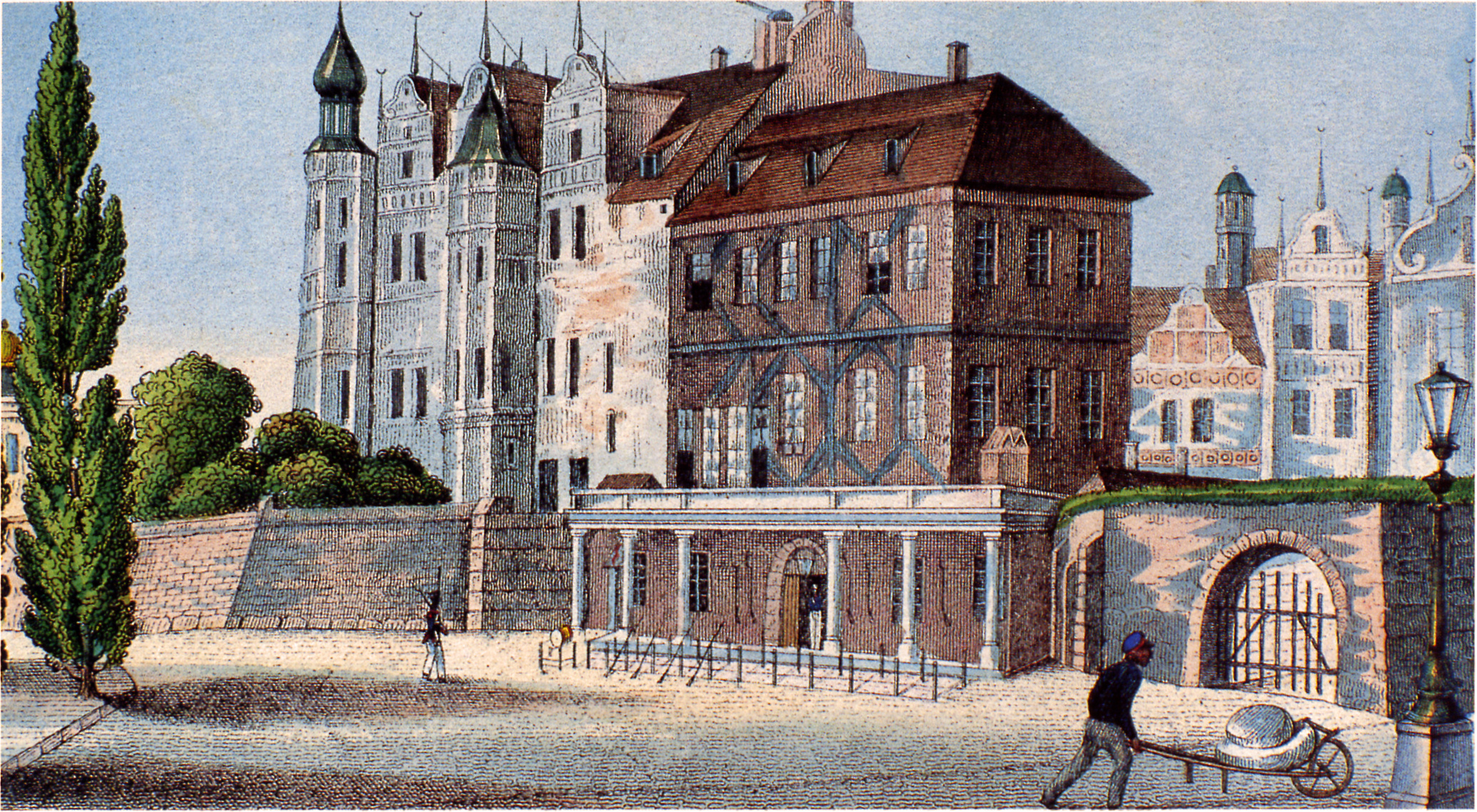
1845年平板印刷
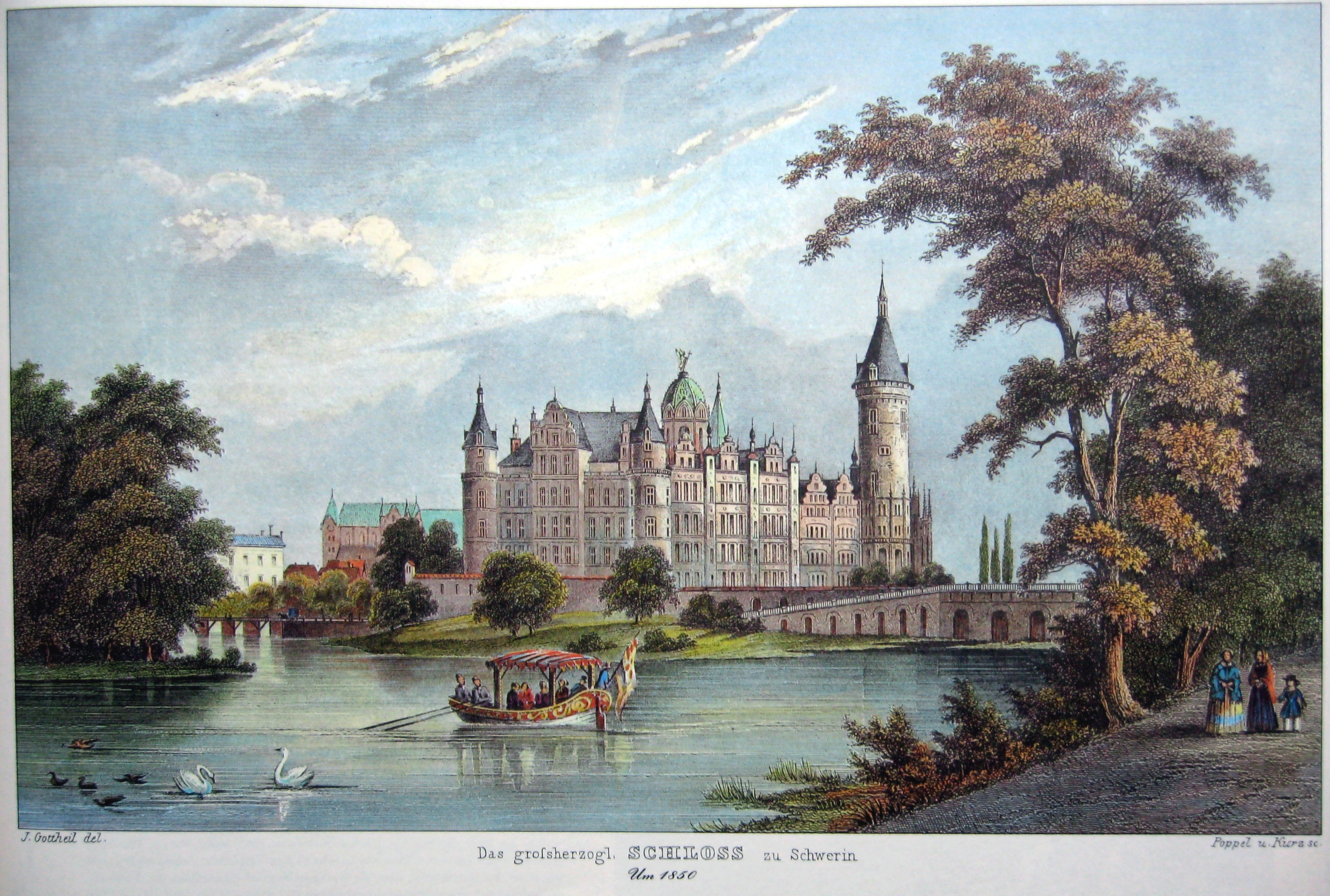
1850年平板印刷
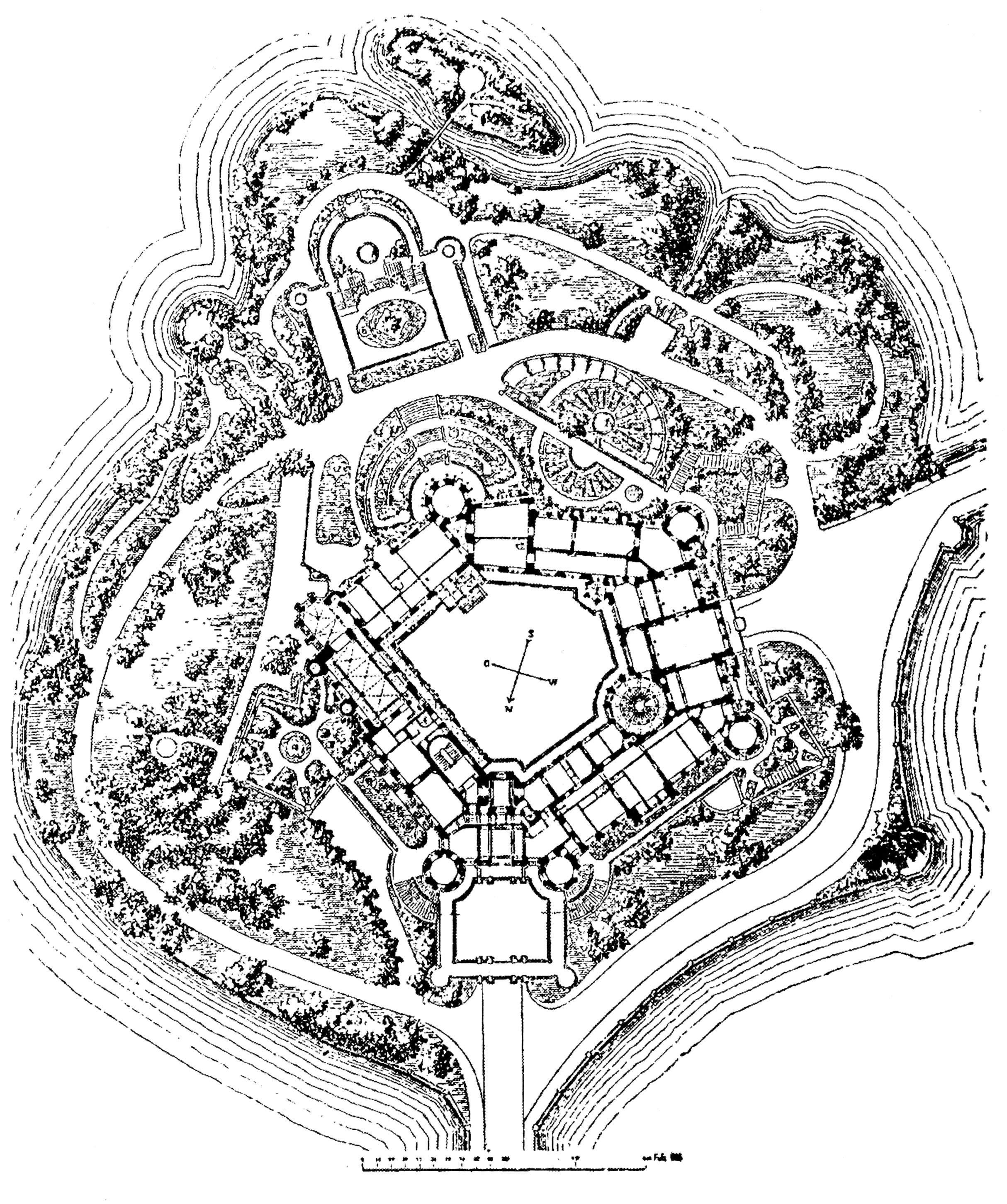
改建后什未林城堡和城堡花园的地基图
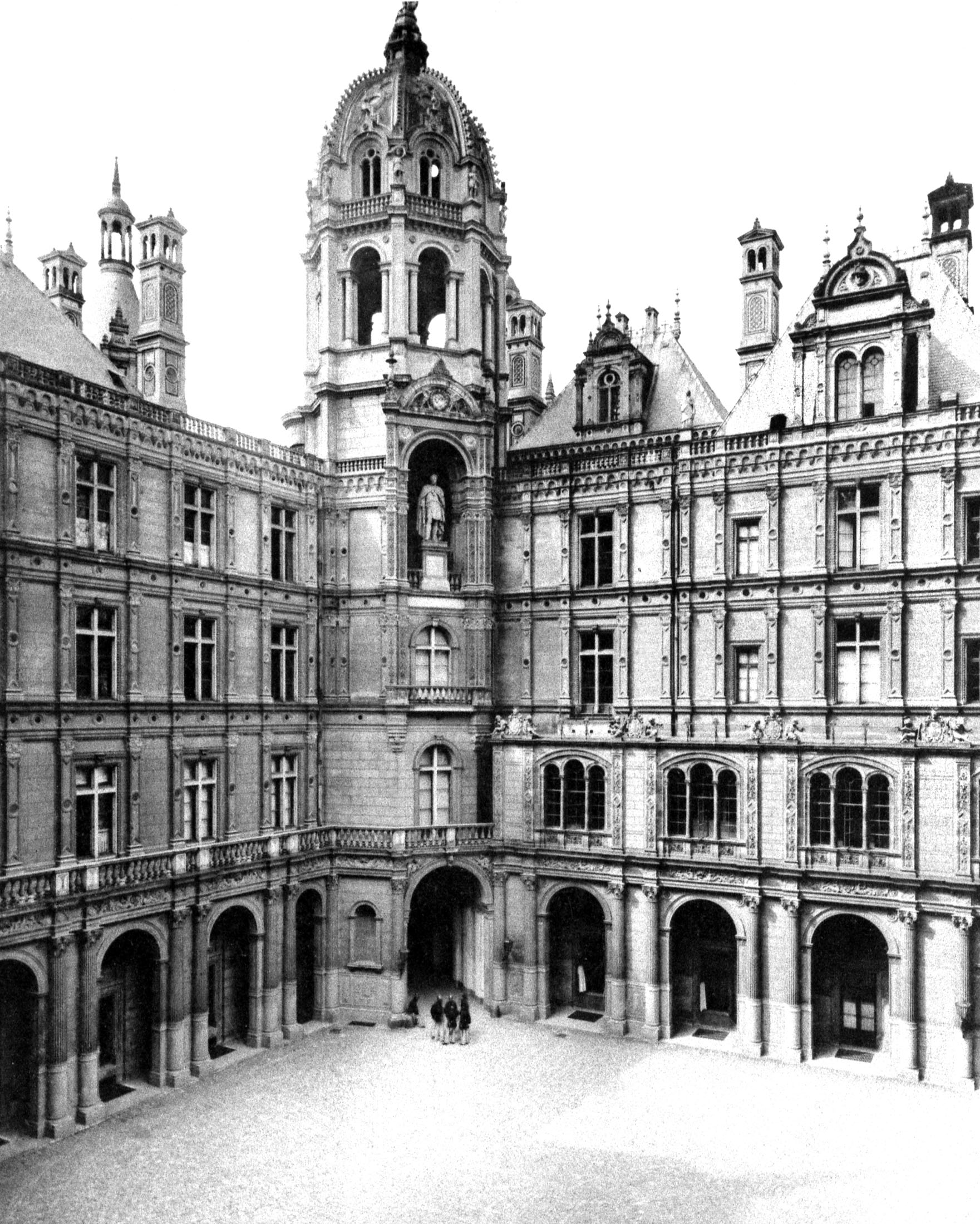
1887年的什未林城堡
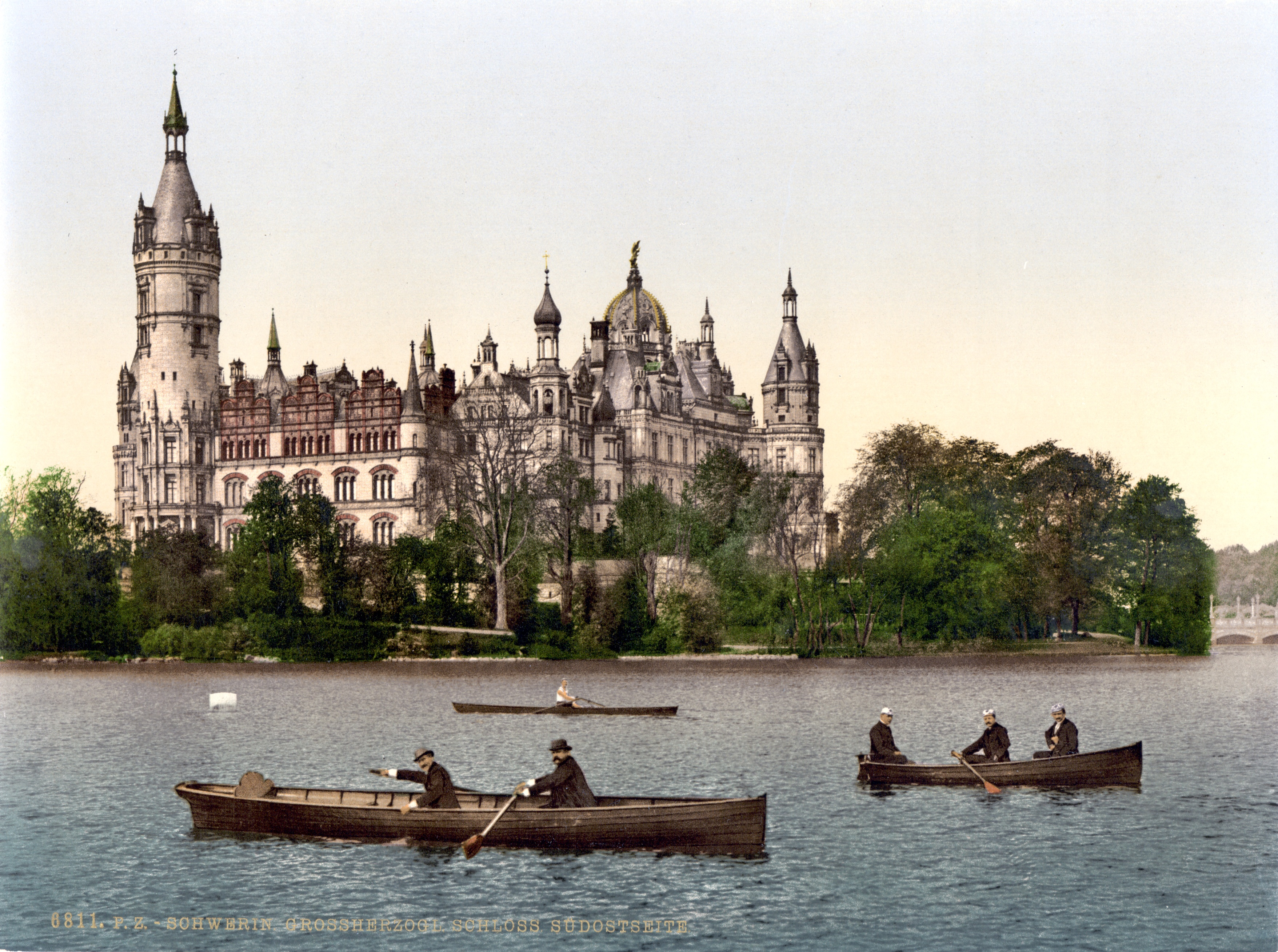
约1890-1905年印刷的照片

## 花园

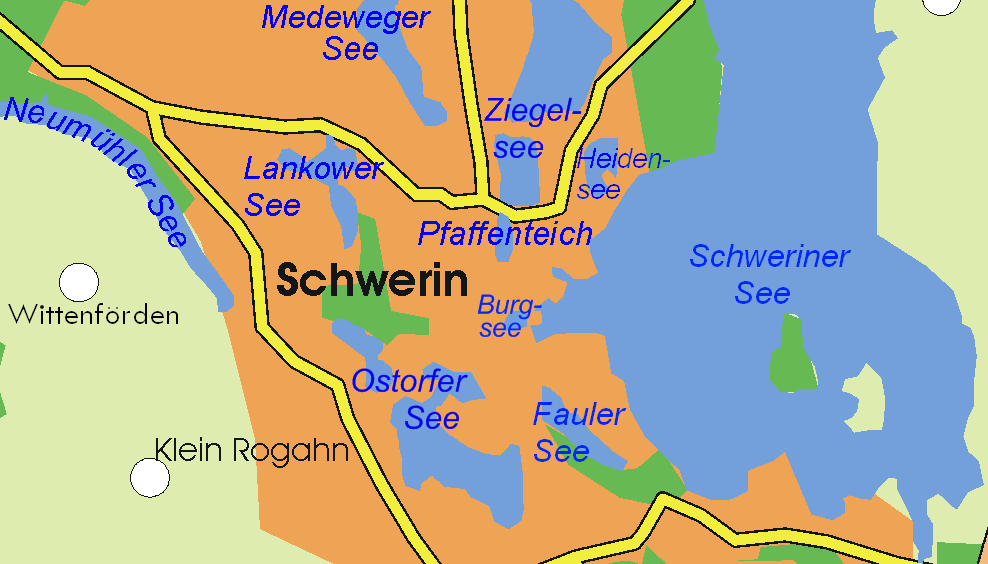
城堡西侧是城堡湖，东侧是什未林湖。

### 城堡花园
2009年德國聯邦園藝博覽會在什未林举行，部分城堡花园被改建。

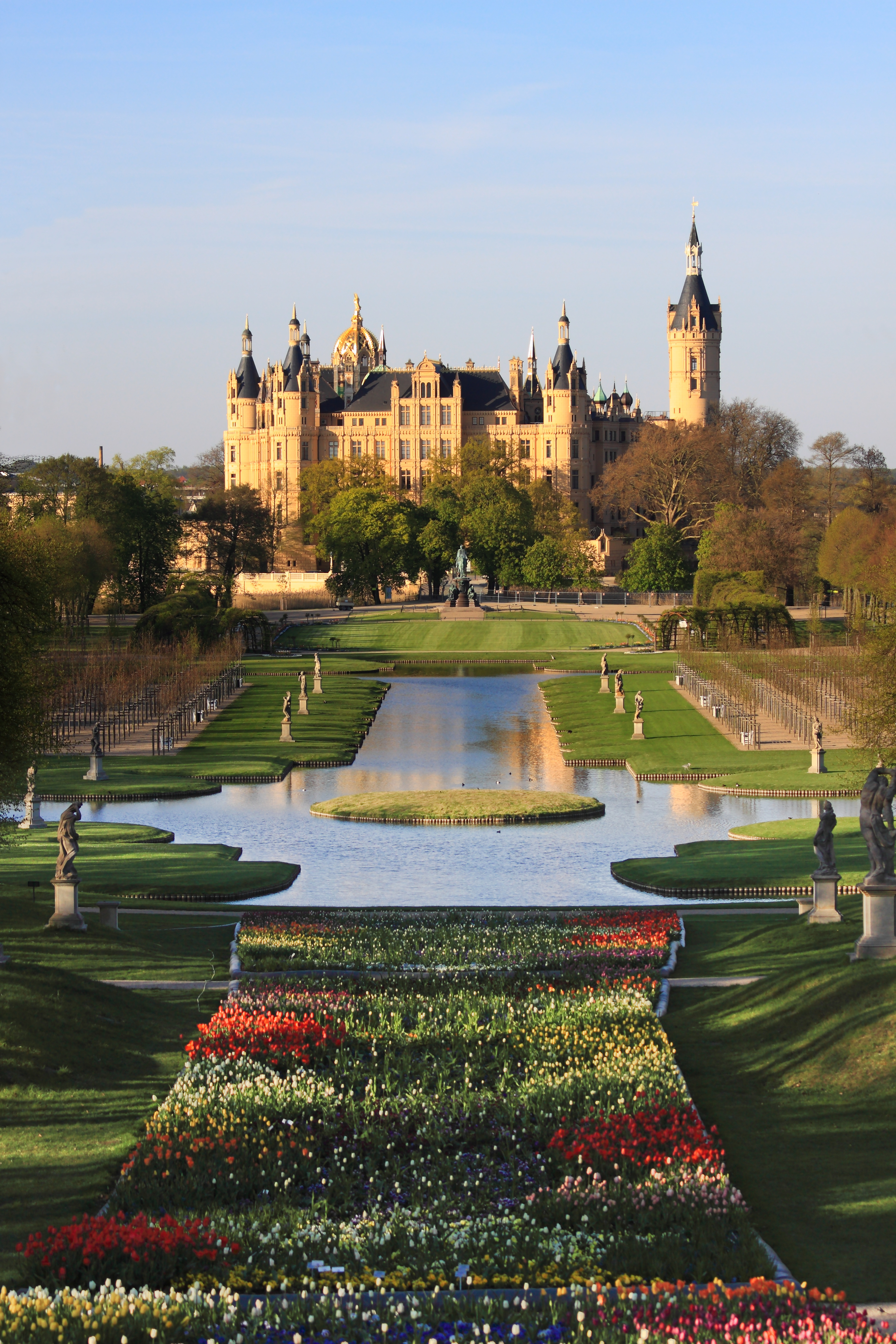
城堡花园（2009）
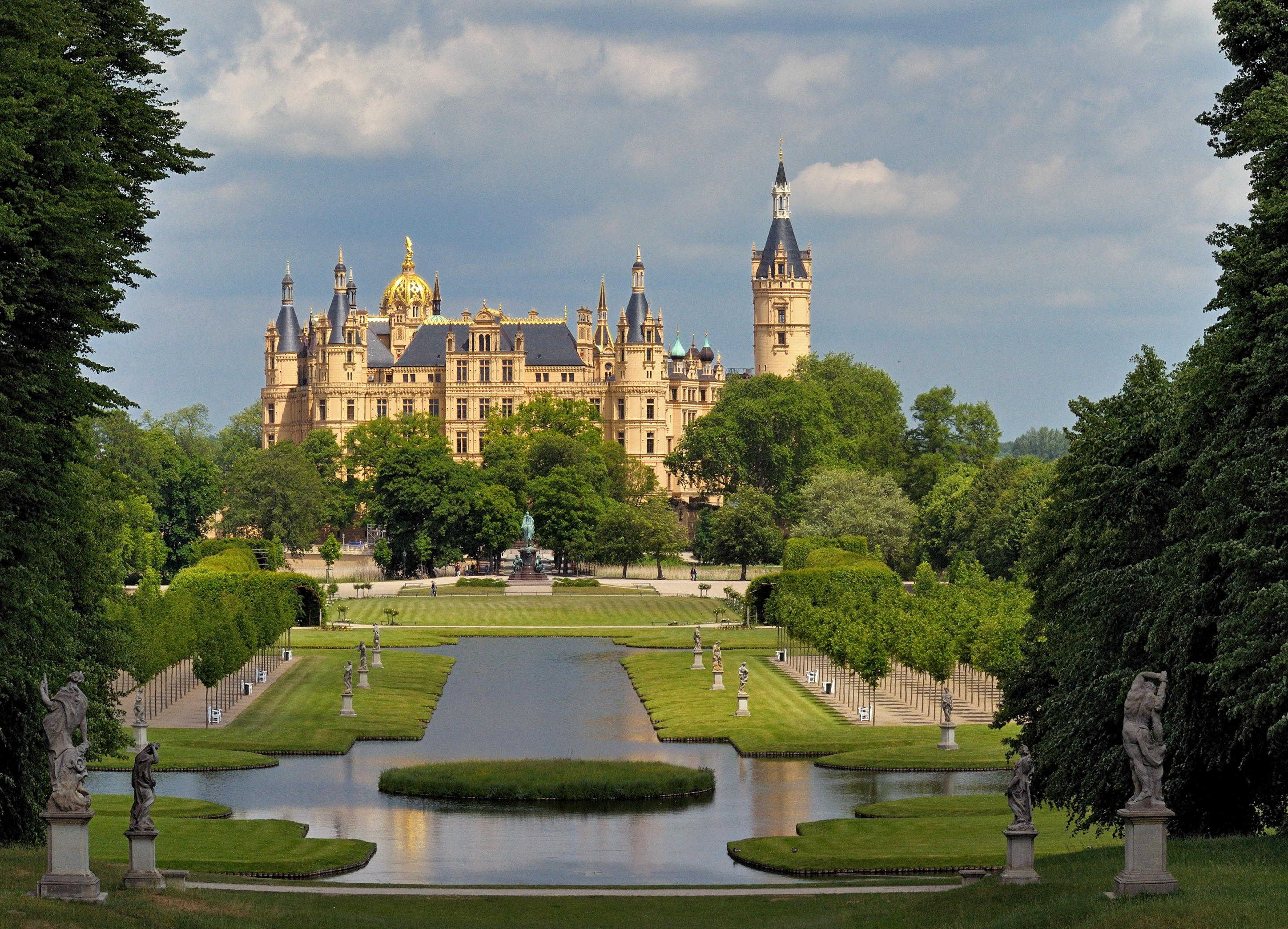
城堡花园（2011）
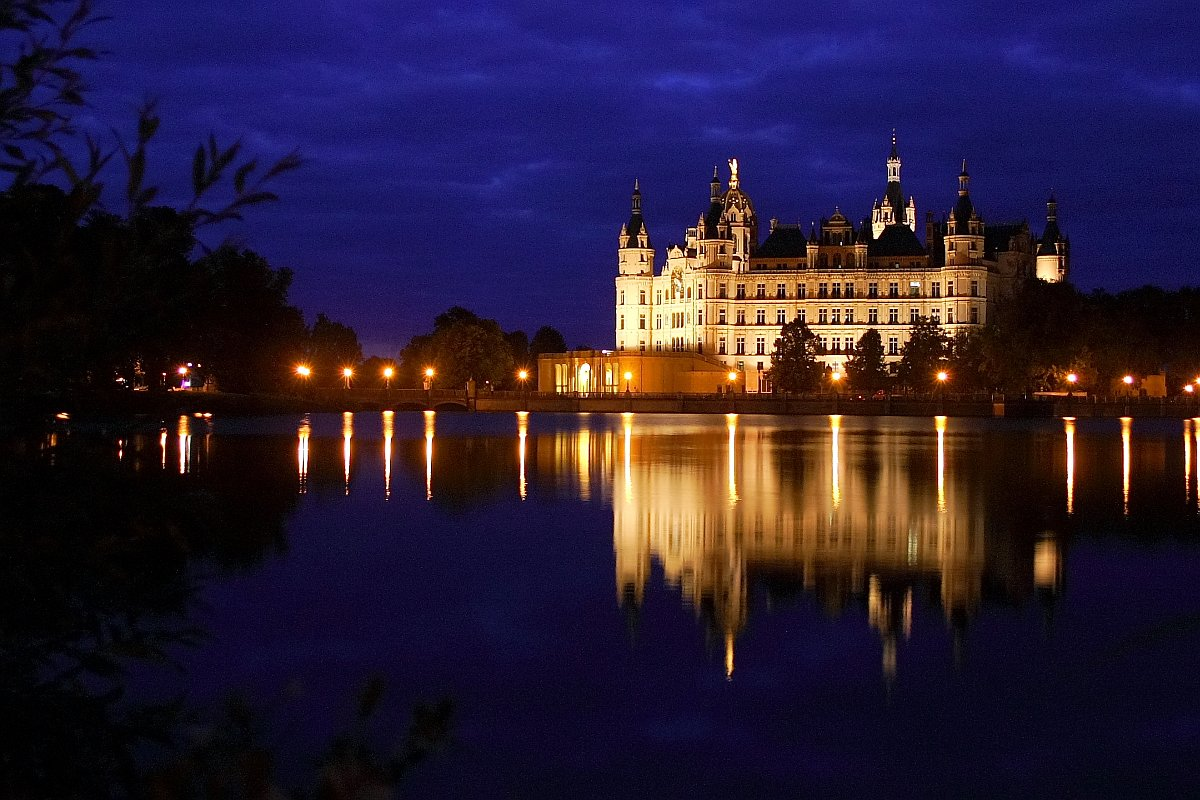
城堡湖（英语：Burgsee (Schwerin)）夜景

### 橘园

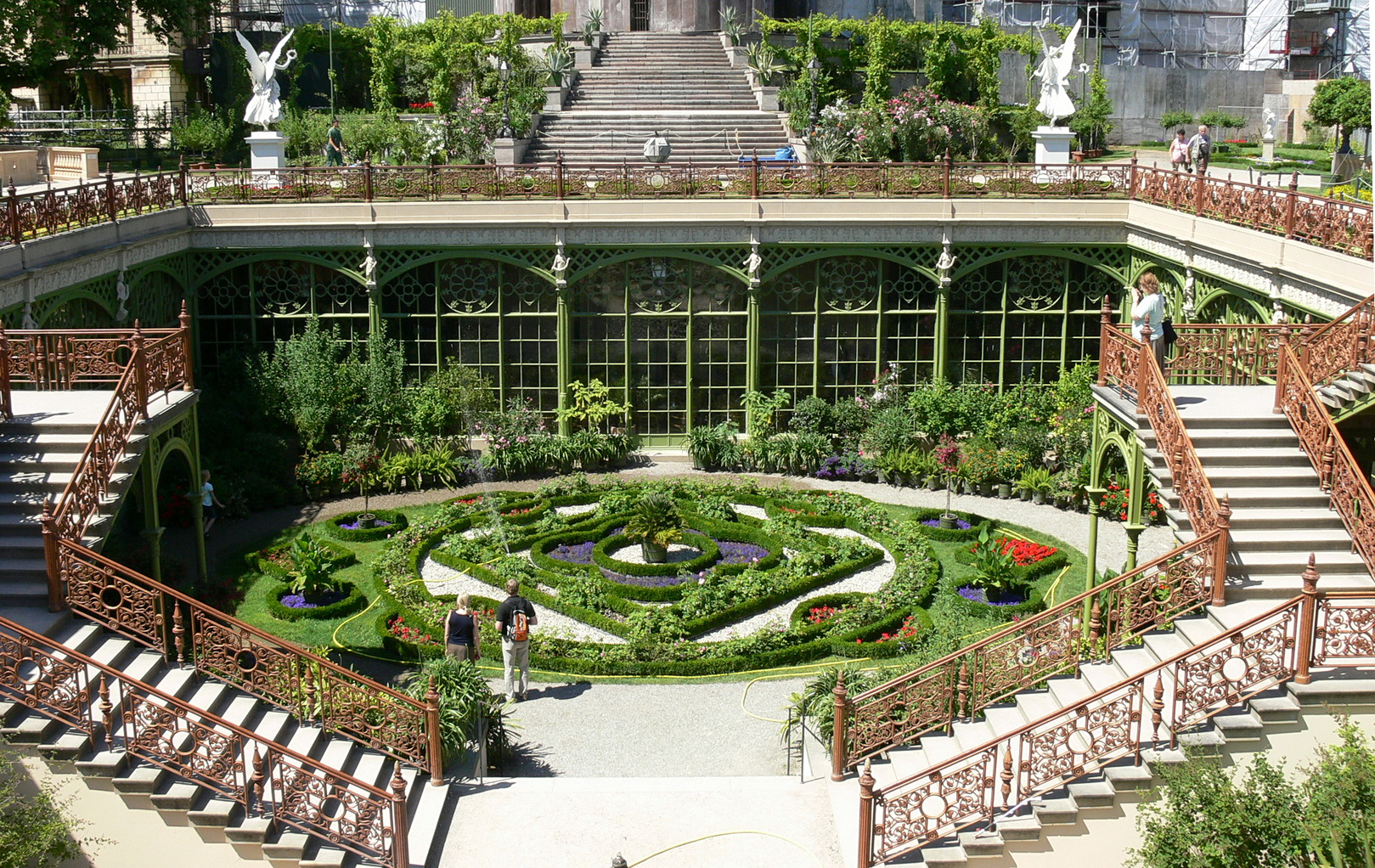
宫殿橘园
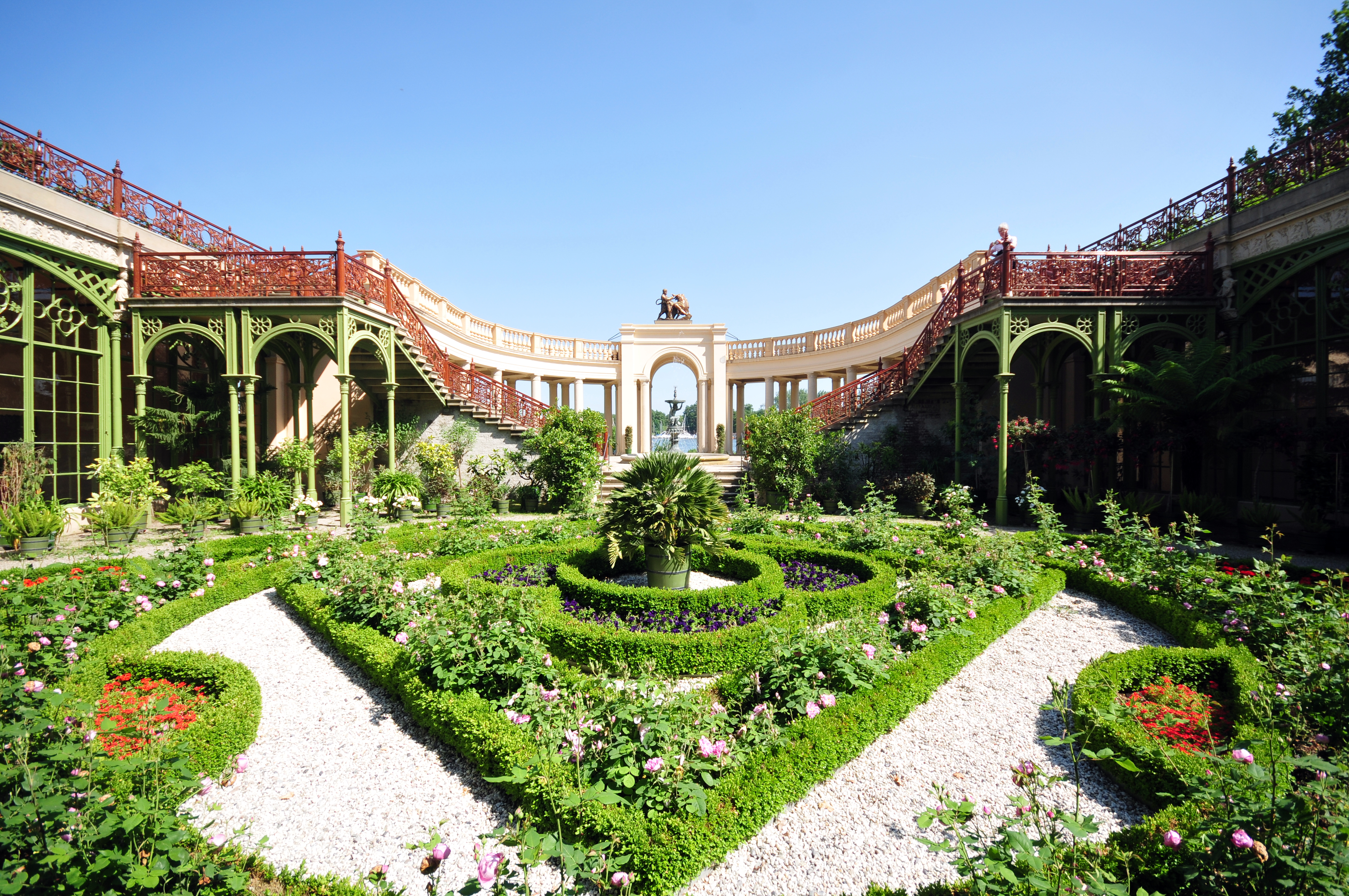
宫殿橘园
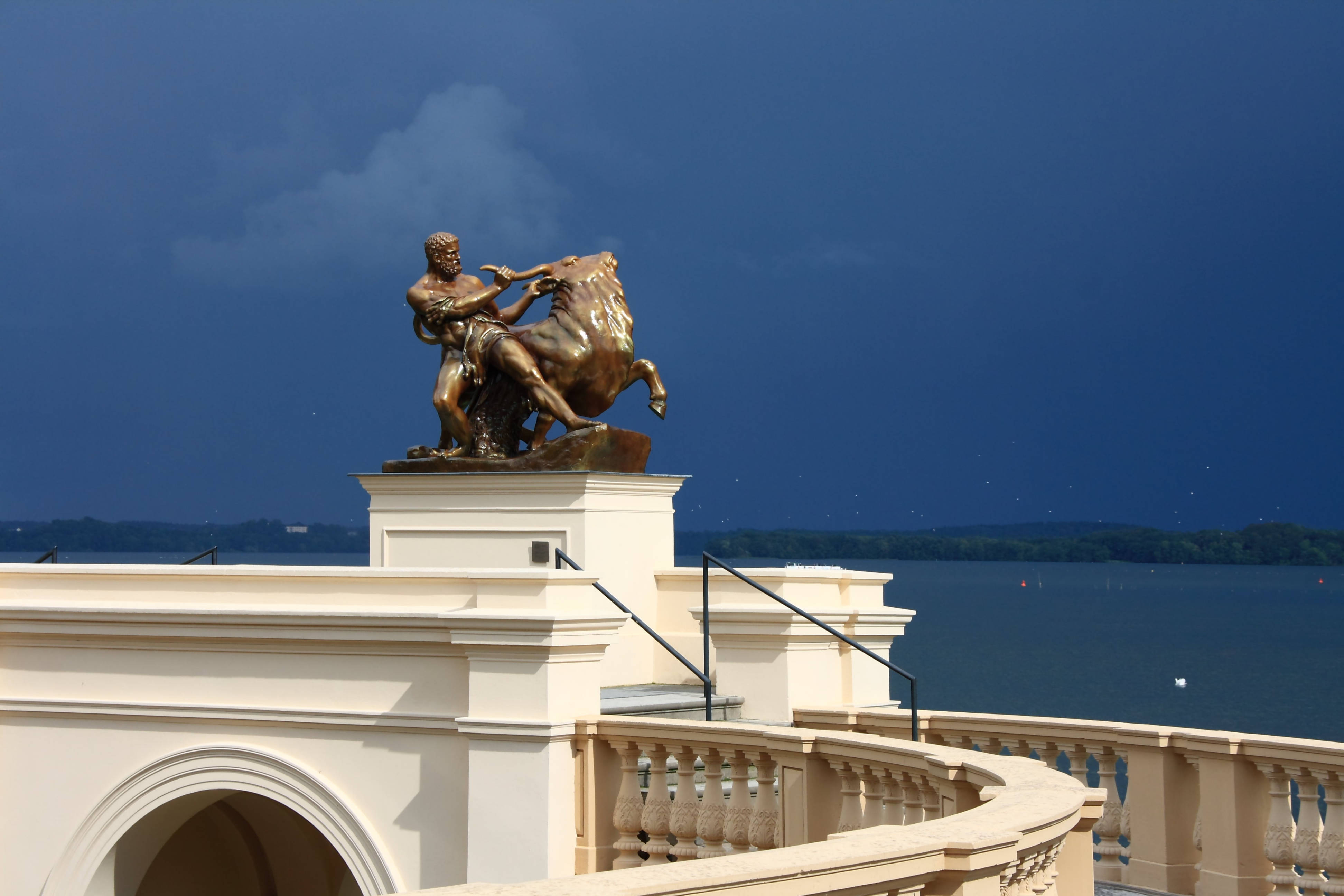
赫拉克勒斯捕捉克里特公牛

## 小彼得

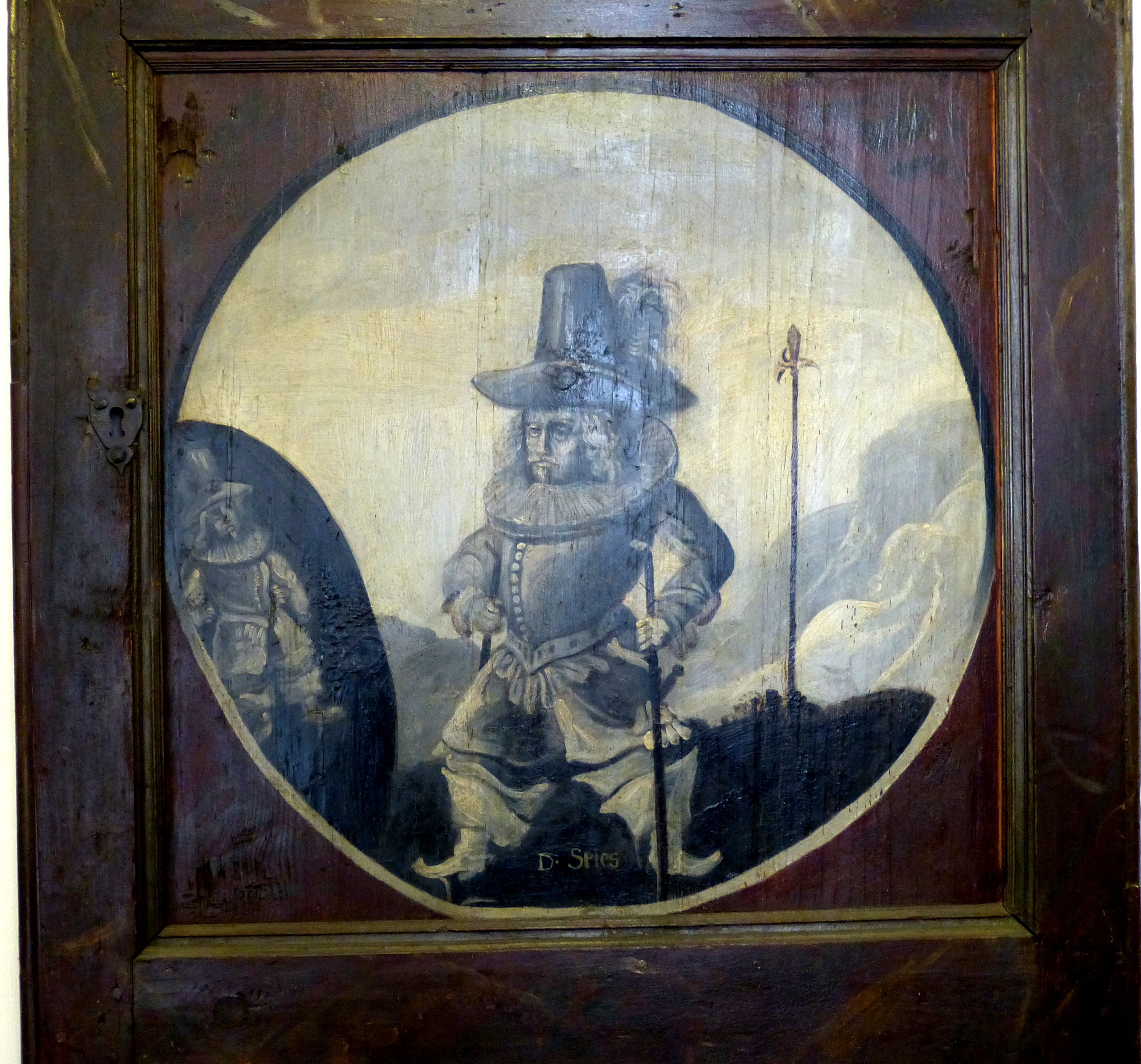
在橱柜门上的小彼得画像（17世纪）

传说宫殿里有一个叫小彼得的精灵，主要在宫殿的地窖里活动。传说这个地窖通过地道与皮诺的彼得堡相连。性情温顺但是脸色不好的小彼得则是那里的铁匠。也有传说他走水路或者甚至飞到什未林城堡。不同版本中传说他睡觉的地方也不同。小彼得手持油灯，腰间挂着一把剑和一串钥匙。传说他通过恶作剧惩罚和驱逐小偷，但是奖励诚实的人。此外他唤醒要站夜岗的士兵。传说在三十年战争里1628年皇帝斐迪南二世封阿尔布雷赫特·冯·华伦斯坦为梅克伦堡公爵。华伦斯坦在什未林城堡过的第一夜被小彼得作弄，搞得他一晚未能入睡，因此次日他离开什未林后再也没有返回。
今天在活动或者庆祝时往往会有扮成小彼得的人当吉祥物。在什未林的市场广场上有一座小彼得博物馆介绍这个传说人物的历史和故事。

## 圖片

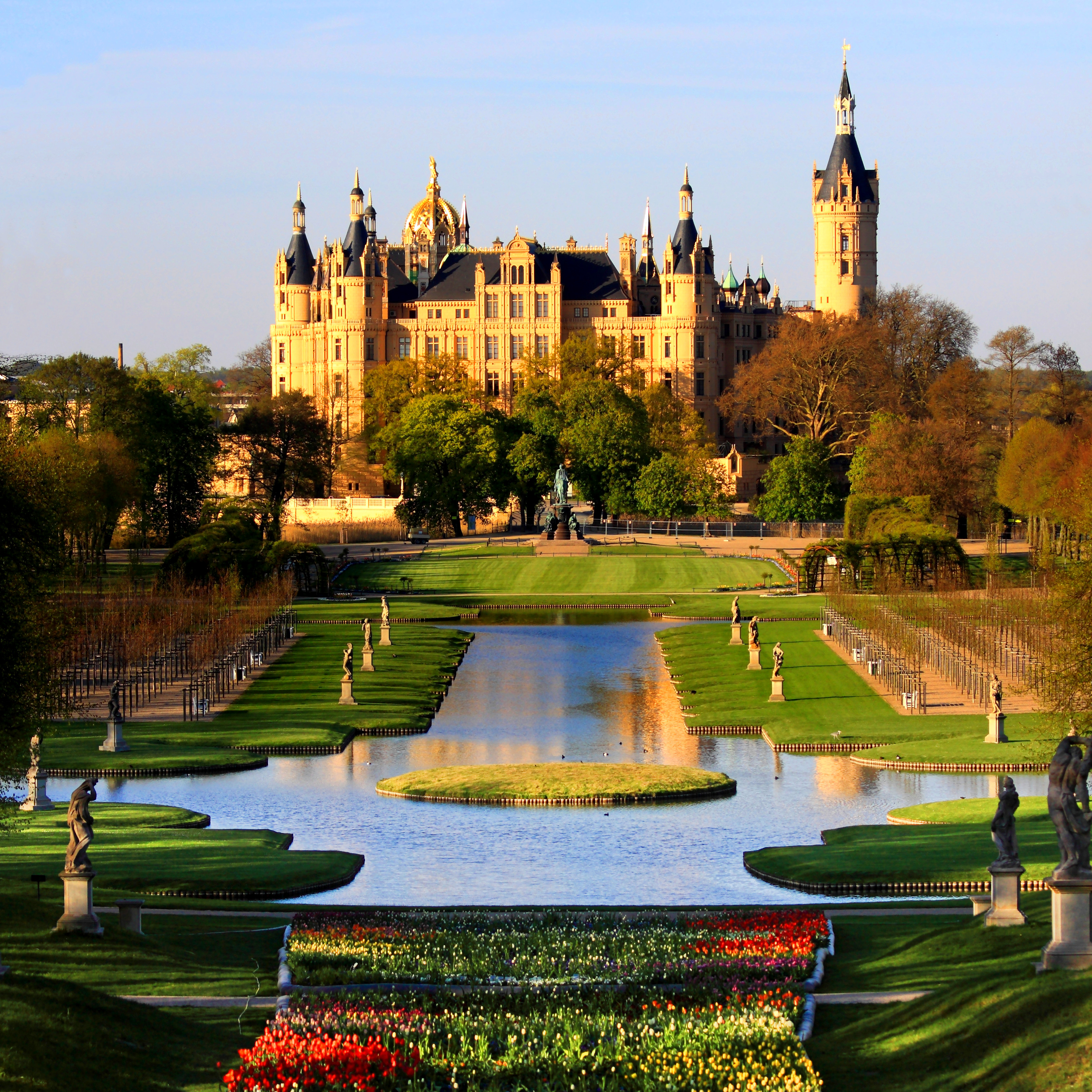
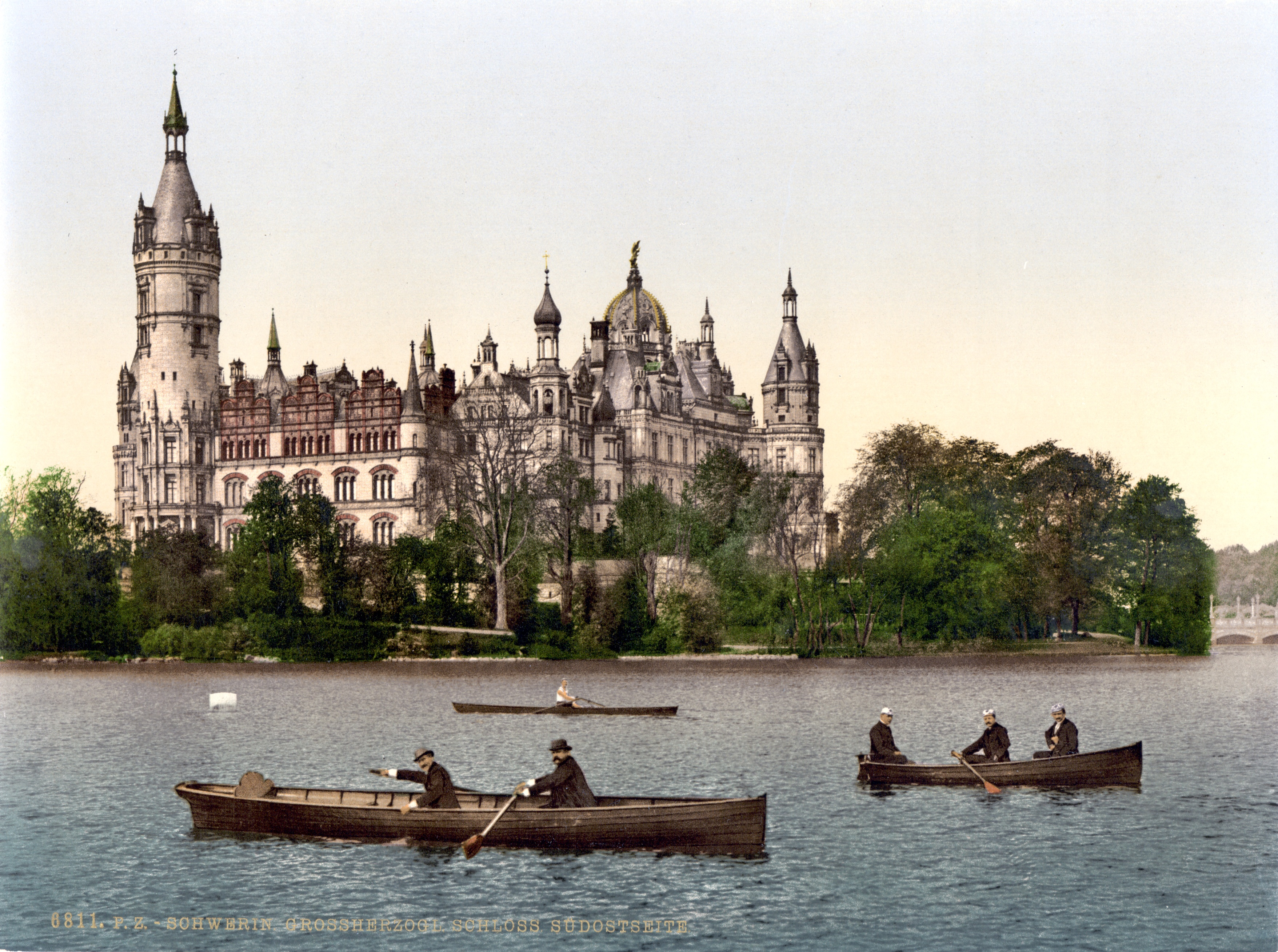
19世紀的什未林城堡
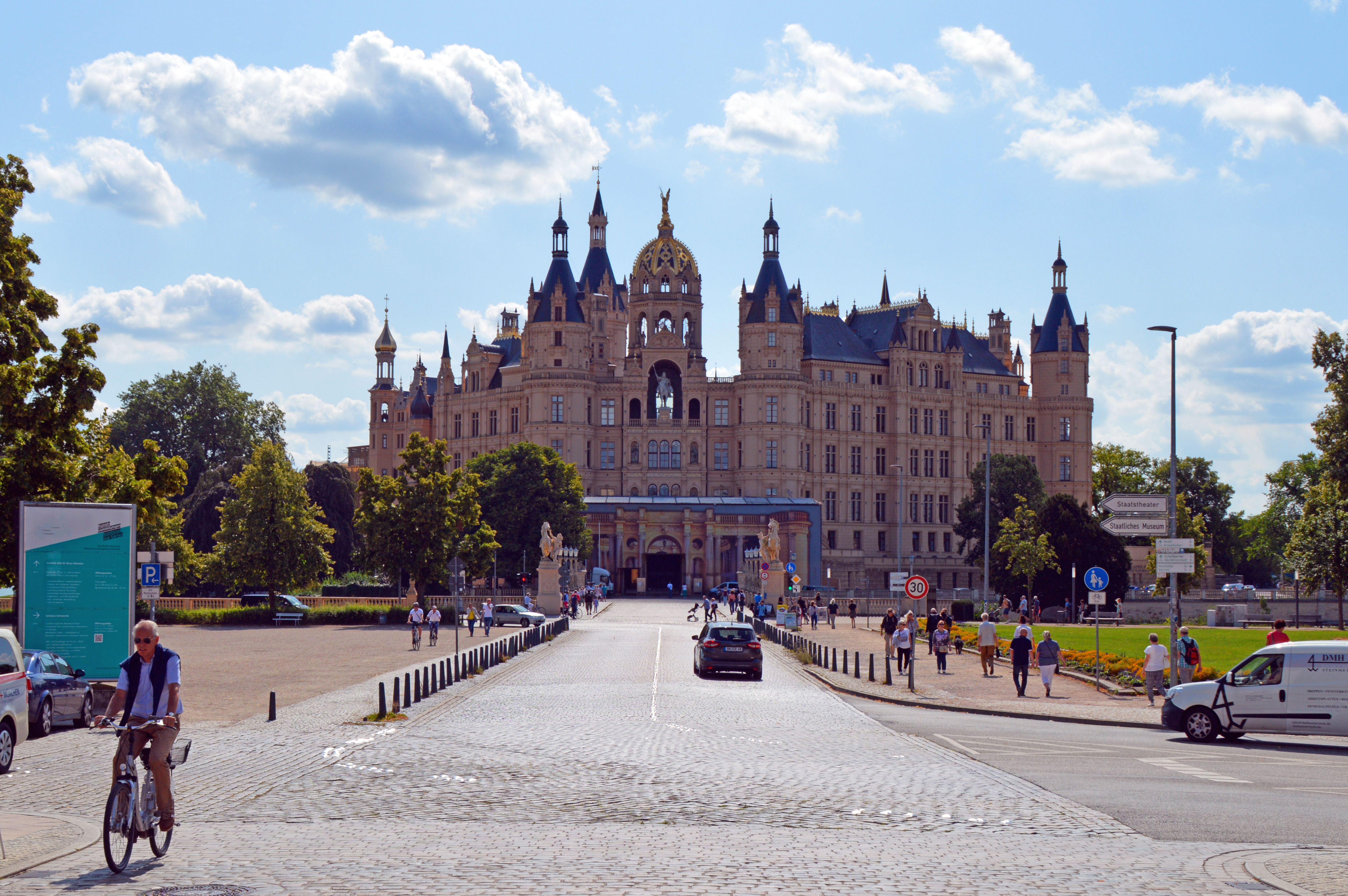
什未林宮正面
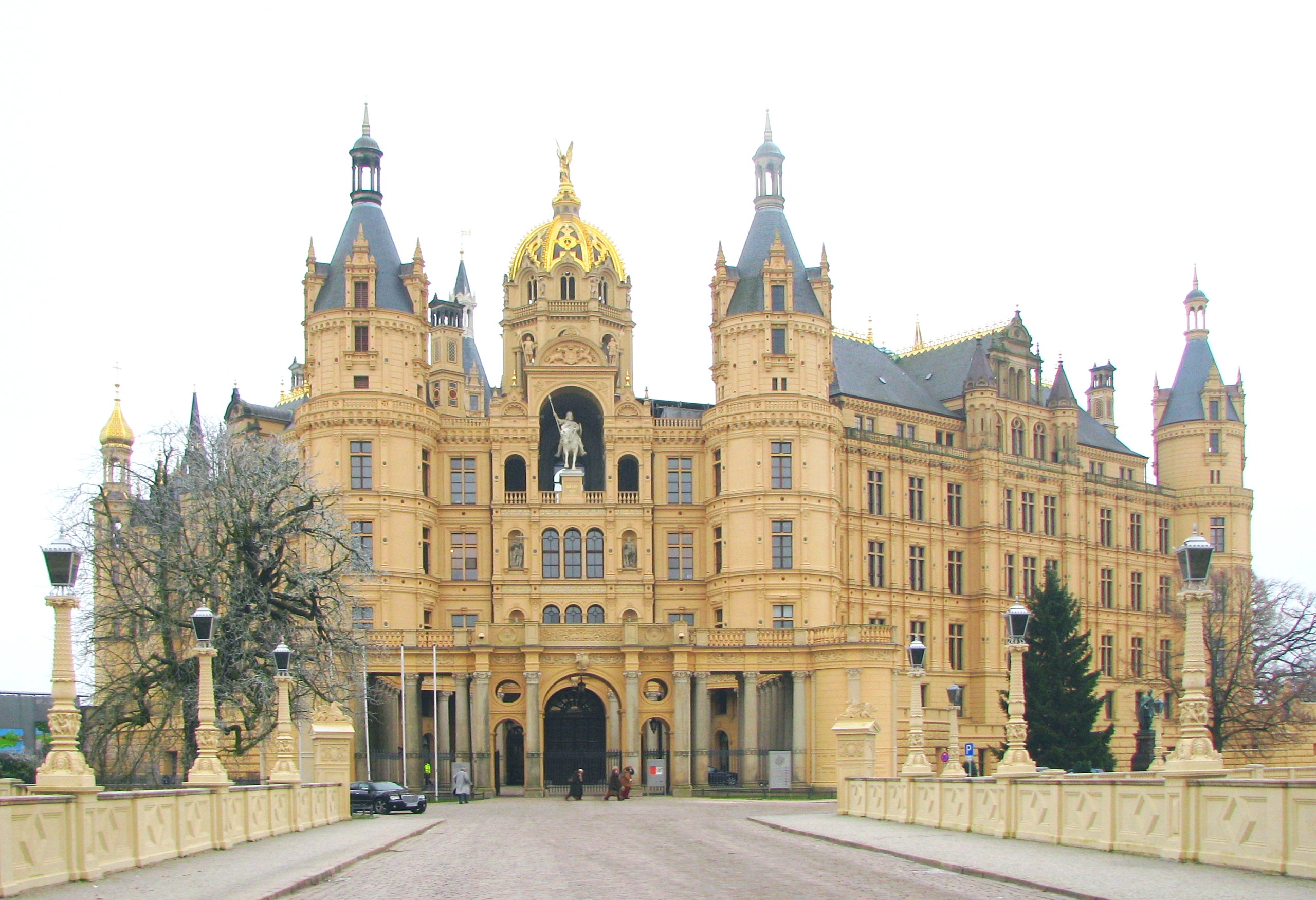
什未林宮入口
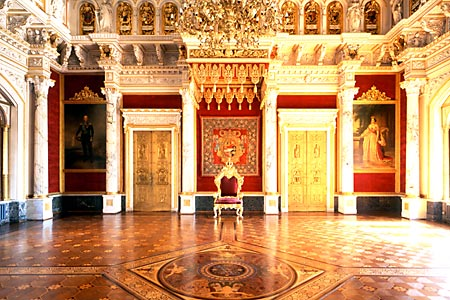
大公寶座
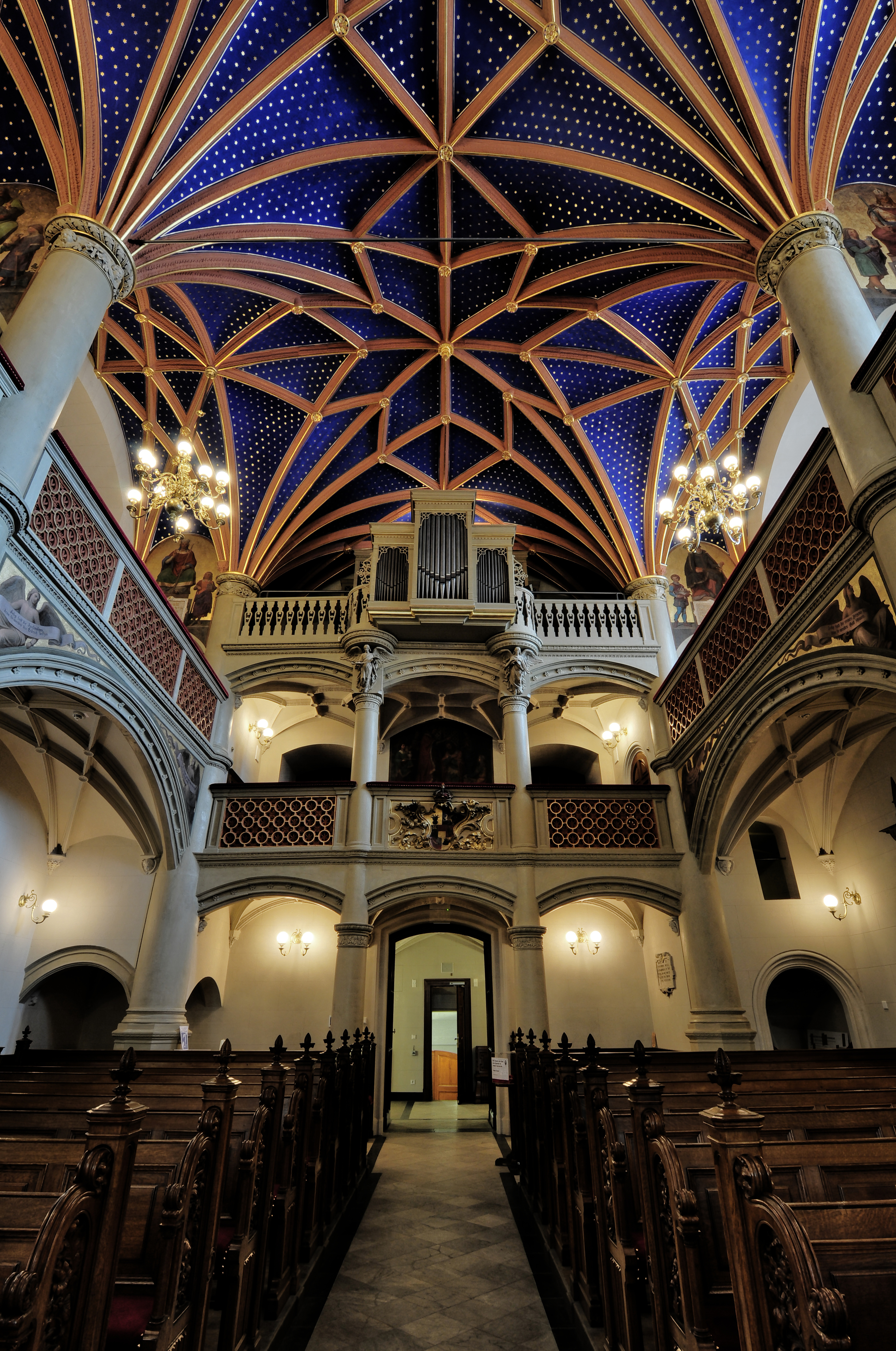
教堂
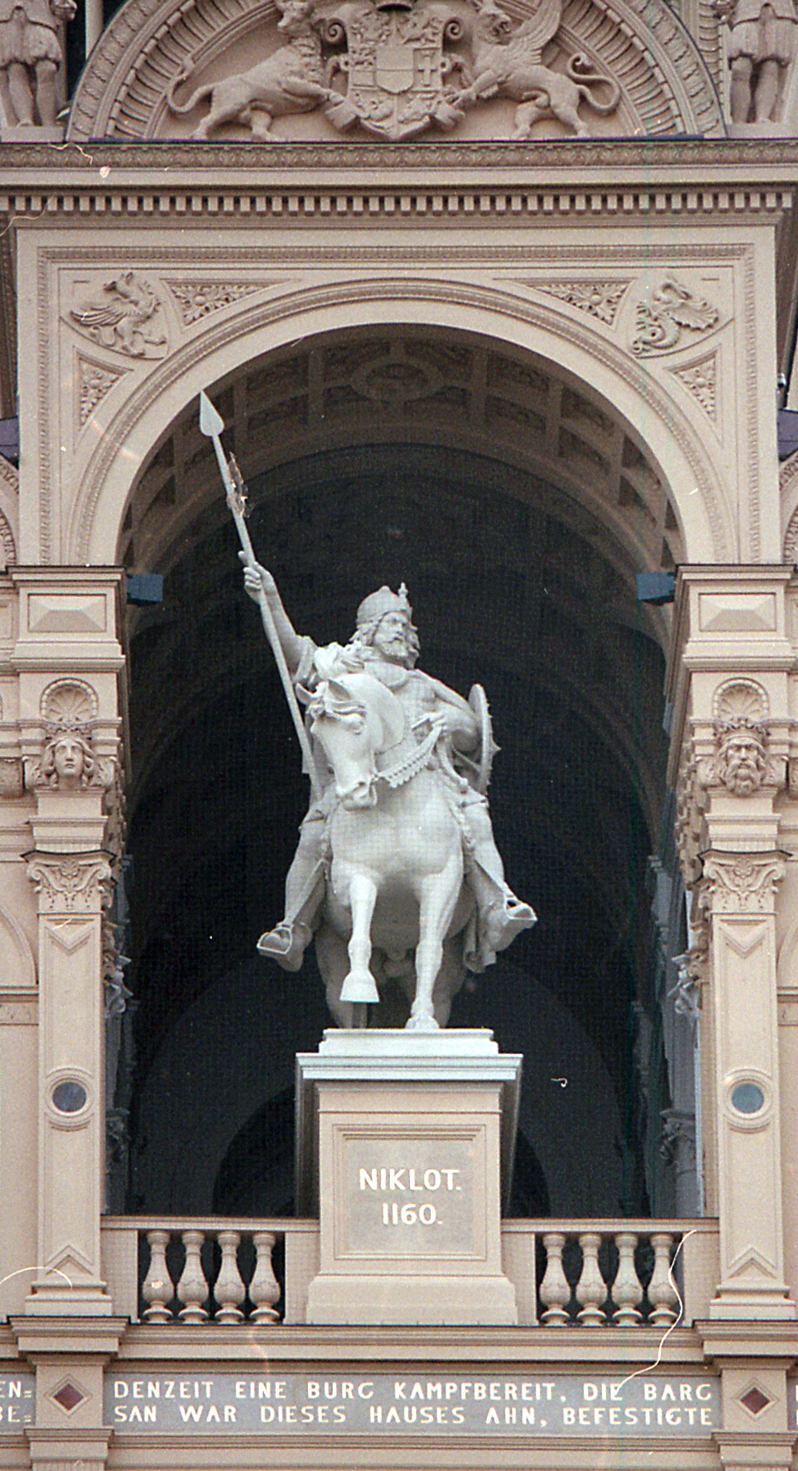
[奧博特人]]尼克洛特（Niklot）的雕像，(克里斯蒂安·根肖（Christian Genschow）所雕刻)
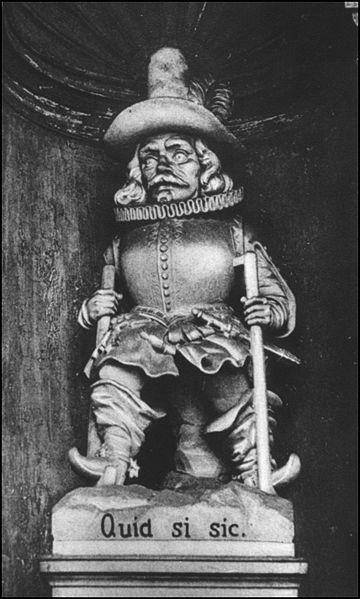
小彼得的雕像